# バデージ
バデージ（イタリア語: Badesi）は、イタリア共和国サルデーニャ自治州サッサリ県にある、人口約1,900人の基礎自治体（コムーネ）。

## 地理

### 位置・広がり

#### 隣接コムーネ
隣接するコムーネは以下の通り。
- トリニタ・ダグルトゥ・エ・ヴィニョーラ
- ヴァッレドーリア
- ヴィッダルバ

## 行政

### 分離集落
バデージには、以下の分離集落（フラツィオーネ）がある。
- Azzagulta, Baia Delle Mimose, La Tozza, Muntiggioni